# 阿乌兹
阿乌兹（法語：Aouze，發音：[auz] ⓘ）是法国大東部大區孚日省的一个市镇，属于讷沙托区。

## 地理
阿乌兹（48°22'30"N, 5°52'16"E）面积11.21 平方千米，位于法国大東部大區孚日省，该省份为法国东北部内陆省份，北起默兹省和默尔特-摩泽尔省，西接上马恩省，南至上索恩省和贝尔福地区省，东临上莱茵省和下莱茵省。
与阿乌兹接壤的市镇（或旧市镇、城区）包括：兰维尔、勒莫维尔、松库尔、热蒙维尔、阿罗夫、阿蒂涅维尔。
阿乌兹的时区为UTC+01:00、UTC+02:00（夏令时）。

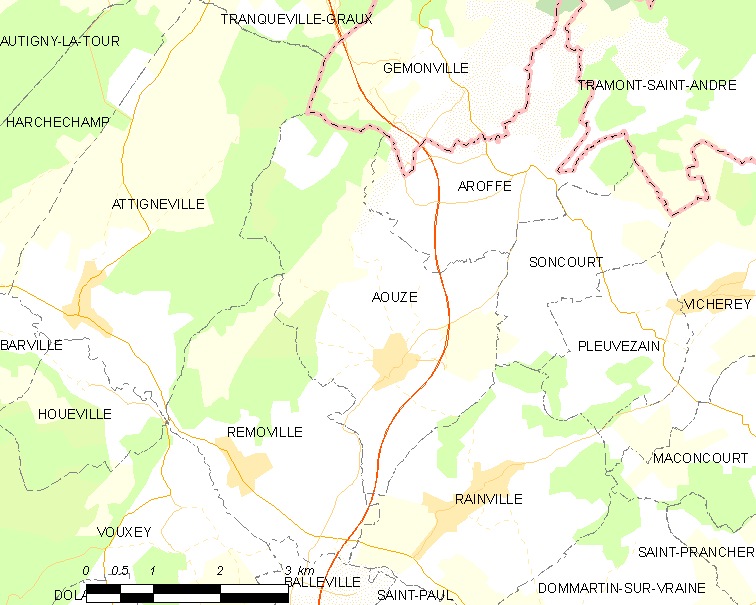
阿乌兹的OSM定位图

## 行政
阿乌兹的邮政编码为88170，INSEE市镇编码为88010。

## 政治
阿乌兹所属的省级选区为米尔库尔县。

## 人口

1962-2008年间阿乌兹人口变化图示

阿乌兹于2022年1月1日时的人口数量为196人。